# L'impresario teatrale
L'impresario teatrale  o Der Schauspieldirektor è un Singspiel di Wolfgang Amadeus Mozart su libretto di Johann Gottlieb Stephanie.

## Storia
L'opera, composta in sole due settimane, venne commissionata a Mozart dalla corte imperiale per essere rappresentata al Castello di Schönbrunn (residenza estiva dell'imperatore) in occasione della visita del Governatore dei Paesi Bassi, il duca Alberto di Sassonia-Teschen, di sua moglie Maria Cristina d'Asburgo-Lorena (1742-1798) (sorella dell'imperatore Giuseppe II) e di Stanislas Poniatowsky, nipote del re di Polonia.
La prima assoluta privata avvenne a Schönbrunn (Vienna) il 7 febbraio 1786 con Johann Gottlieb Stephanie, Valentin Adamberger, Aloysia Weber e Caterina Cavalieri e quella pubblica al Kärntnertortheater di Vienna l'11 febbraio successivo.

## Cast della prima assoluta
| Personaggio        | Tipologia vocale | Interpreti della prima 7 febbraio 1786 |
| ------------------ | ---------------- | -------------------------------------- |
| Buff               | basso            | Joseph Weidmann                        |
| Signor Vogelsang   | tenore           | Valentin Adamberger                    |
| Madame Herz        | soprano          | Aloysia Weber                          |
| Madame Silberklang | soprano          | Caterina Cavalieri                     |

## Struttura
L'opera (la cui trama innocente pare suggerita dall'Imperatore stesso per evitare ogni possibile rischio di incidenti diplomatici) è composta da una ouverture, un'aria e un rondò per soprano, un terzetto e un vaudeville finale.
È una commedia in musica, con la contemporanea presenza di attori e cantanti.
Il carattere e la scala dell'ouverture di questo singspiel è affine a quello dell'ouverture de Le nozze di Figaro dello stesso compositore, opera che fu scritta e rappresentata nello stesso anno.
Si contano solamente quattro brani vocali nella partitura. Il contenuto musicale (circa 30 minuti, compresa l'ouverture) è quindi circondato da dialoghi d'attualità dell'epoca. In tempi moderni il testo è usualmente completamente riscritto.

## Trama
Un impresario teatrale deve formare una compagnia per uno spettacolo a Salisburgo, ma la scelta di attori e cantanti si rivela più difficile del previsto. In particolare sorge una accesa rivalità tra i due soprani Frau Herz e Fräulein Silberklang, che pretendono entrambe il ruolo di primadonna, mentre il tenore Vogelsang tenta invano di conciliarle. Infine l'impresario Frank riporta l'armonia sul palcoscenico e viene suggerita la morale della vicenda: i cantanti hanno come fine l'eccellenza nella loro arte e non devono cadere in basso seguendo le proprie inutili ambizioni.

## Organico orchestrale
Due flauti, due oboi, due clarinetti, due fagotti, due corni, due trombe, timpani, archi